# Battaglia di Bubaigawara
La battaglia di Bubaigawara fece parte della campagna Kōzuke-Musashi durante la Guerra Genkō in Giappone che pose fine allo shogunato Kamakura. Fu combattuta a Bubaigawara, sulle rive del fiume Tama nella provincia di Musashi in quella che oggi è parte della città di Fuchū, Tokyo, il 15 e 16 maggio 1333. Contrappose le forze anti-shogunato fedeli all'imperatore Go-Daigo guidate da Nitta Yoshisada alle forze dello shogunato Kamakura guidate da Hōjō Yasuie.

## Sfondo
L'8 maggio Nitta Yoshisada radunò un esercito presso il santuario di Ikushina, l'11 maggio attraversò il fiume Iruma per raggiungere Kotesashi, dove si scontrò con un esercito dello shogunato guidato da Sakurada Sadakuni (Battaglia di Kotesashi). Le due parti ingaggiarono una battaglia feroce con molte perdite da entrambo le parti. Al tramonto, entrambi gli eserciti erano esausti: Yoshisada si ritirò sul fiume Iruma e l'esercito dello Shogunato sul fiume Kume per riorganizzarsi.
La mattina del 12 maggio, le forze imperiali lanciarono un attacco a sorpresa contro l'esercito dello shogunato di stanza presso il fiume Kume a Kumegawa. Le forze dello shogunato furono sconfitte e Sadakuni Sakurada radunò il suo esercito e si ritirò a Bubaigawara sul fiume Tama, lo shogunato ricevette la notizia della sconfitta a Kotesashi e Kumegawa e inviò un esercito di 100 000 uomini guidati da Hōjō Yasuie, fratello minore di Hōjō Takatoki per unirsi a Sadakuni.

## Battaglia
Il 15 maggio, dopo due giorni di riposo, le 10 000 forze di Nitta lanciarono un attacco generale alle forze dello shogunato a Bubaigawara. Tuttavia, furono intercettati da 150 000 truppe dello shogunato, il cui morale era stato risollevato dai rinforzi, furono sconfitti e costrinsero Nitta a ritirarsi fino a Horikane (nell'attuale città di Sayama). Sull'orlo del collasso, Nitta Yoshisada guidò personalmente una forza di 600 cavalieri attraverso i fianchi delle forze dello shogunato, aprendosi una via e riuscendo a fuggire per un pelo.
È stato sottolineato che se le forze dello shogunato avessero inseguito Yoshisada, la loro vittoria sarebbe potuta essere completa. Tuttavia, le forze dello shogunato non lo inseguirono più di tanto e osservarono tranquillamente le forze Nitta in ritirata. Tuttavia, durante la notte del 15, Ōtawa Yoshikatsu, membro del clan Miura, si unì a Yoshisada con un esercito di 8 000 cavalieri, insieme ad altri clan della provincia di Sagami. All'alba del 16, l'esercito di Nitta, guidato da Yoshikatsu, irruppe a Bubaigawara con una forza di 20 000 uomini e sorprese l'esercito Hōjō, ottenendo una grande vittoria.

## Conseguenze
La vittoria di Yoshisada nella battaglia di Bubaigawara ebbe un forte impatto sulla situazione bellica successiva. La vittoria delle forze Nitta sulle forze dello shogunato in questa battaglia mise le forze dello shogunato completamente sulla difensiva. In seguito, l'esercito Nitta ricevette rinforzi da tutta la regione del Kantō e, secondo il Taiheiki, l'esercito raggiunse un massimo di 600 000 uomini.
I resti delle forze Hōjō si ritirarono in disordine a Kamakura dove consolidarono la difesa della città. Le forze di Nitta non riuscirono ad attaccare la posizione strategica di Kamakura, ma presero alle spalle le forze dello shogunato e irrompendo a Kamakura, dove si svolse la battaglia finale del rovesciamento dello shogunato.

## Sito storico
Il monumento che segna il luogo della battaglia di Bubaigawara si trova nel parco Tagawa Bunbai a Bunbai-chō, città di Fuchū. Una statua di Nitta Yoshisada si trova nella rotatoria di fronte alla stazione di Bubaigawara, il volto di Nitta Yoshisada è rivolto a sud, verso Kamakura.